# Bedik jezik
Bedik jezik (ISO 639-3: tnr; bande, basari du bandemba, budik, ménik, tandanke, tenda, tendanke), nigersko-kongoanski jezik podskupine tenda, kojim govori 3 380 (2002 NTM) u jugoistočnom Senegalu, pripadnika etničke grupe Bedik poznate po karakterističnoj ženskoj frizuri.
Tradicionalni naziv za jezik je ménik. Bedik je srodan jeziku oniyan ili basari [bsc].

## Vanjske poveznice
- Ethnologue (14th)
- Ethnologue (15th)